# Droga krajowa nr 4 (Węgry)

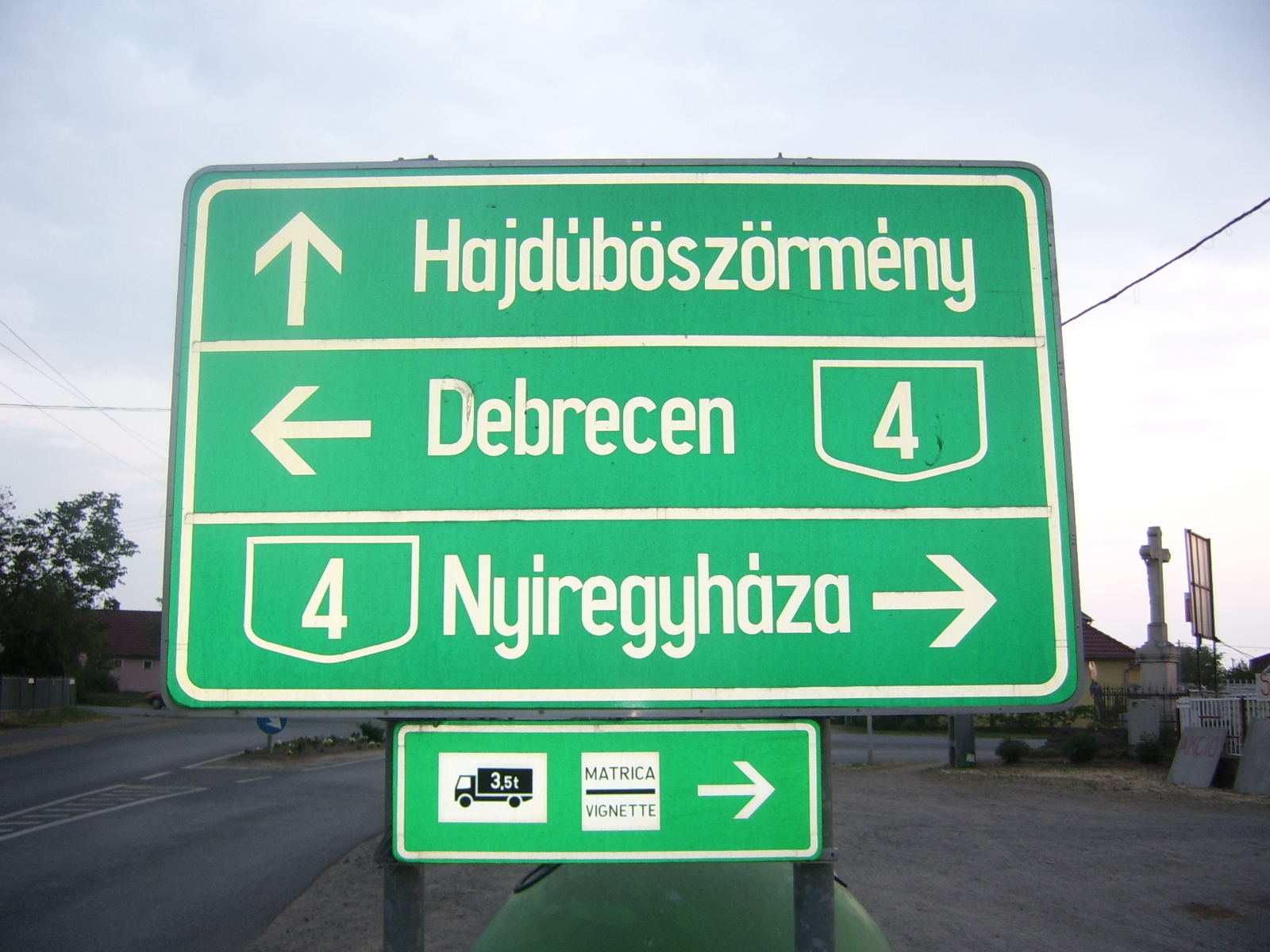
Drogowskaz prowadzący do drogi nr 4 w miejscowości Újfehértó

Droga krajowa nr 4 (węg. 4-es főút) – droga krajowa na Węgrzech. Łączy Węgry z zachodnią Ukrainą (Budapeszt z Użhorodem). Długość trasy wynosi 352 km.
W latach 80. na odcinku od granicy z ZSRR do Püspökladány stanowiła wspólny odcinek z drogą międzynarodową T1.

## Miejscowości znajdujące się przy 4
- Budapeszt
- Vecsés – skrzyżowanie z 400 i M0
- Üllő – skrzyżowanie z 400
- Monor
- Pilis
- Albertirsa (obwodnica) – skrzyżowanie z 40 i 405
- Cegléd (obwodnica) – skrzyżowanie z 311
- Abony (obwodnica) – skrzyżowanie z 401
- Szolnok (obwodnica) – skrzyżowanie z 40, most na Cisie, skrzyżowanie z 32 i 442
- Törökszentmiklós (obwodnica)
- Fegyvernek – skrzyżowanie z 34
- Kenderes
- Kisújszállás
- Karcag (obwodnica)
- Hajdúszoboszló (obwodnica)
- Püspökladány – skrzyżowanie z 42
- Debreczyn – skrzyżowanie z M35, 47, 48, 33 i 471
- Hajdúhadház (obwodnica)
- Téglás (obwodnica)
- Újfehértó
- Nyíregyháza – skrzyżowanie z M3, 36 i 41
- Nyírtura – skrzyżowanie z 403
- Kisvárda (obwodnica)
- przejście graniczne Záhony – Czop na granicy węgiersko-ukraińskiej – połączenie z ukraińską drogą M06